# Ritesh Batra
Ritesh Batra (Bombay, 12 de junio de 1979) es un director de cine y guionista indio. Su primer largometraje en hindi, The Lunchbox, se estrenó en el Festival de Cine de Cannes de 2013 y ganó el Rail d'Or. Batra también ganó el premio de la Asociación de Críticos de Cine de Toronto a la mejor ópera prima en 2014. The Lunchbox fue la película extranjera más taquillera en América del Norte, Europa y Australia en 2014, recaudando más de 25 millones de dólares. La película también fue nominada al premio BAFTA a la mejor película de habla no inglesa en 2015.
Luego dirigió la película en inglés El sentido de un final (2017), una adaptación de la novela homónima  de Julian Barnes, ganadora del premio Booker. 2017 también vio el lanzamiento de Nosotros en la noche en Netflix. La última película de Batra es Tu fotografía, estrenada en 2019.

## Primeros años y antecedentes
Ritesh creció en una familia de clase media en Bombay, India. Su padre Joginder Batra, trabajó en la Marina Mercante de la India y su madre Manju Kapoor Batra, es ama de casa. Su hermana mayor, Radhika Batra Shah, dirige un negocio de té.  Ritesh completó su escuela secundaria en AVM High School en Bombay y luego fue a los Estados Unidos para completar sus estudios superiores. Ritesh trabajó como consultor en Deloitte después de graduarse en Economía de la Universidad Drake, Iowa. Pero después de tres años de trabajo, volvió a la escuela para perseguir el sueño de su infancia de hacer cine. Asistió a la Universidad de Nueva York pero abandonó la escuela de cine.

## Carrera
Batra comenzó su carrera cinematográfica escribiendo y dirigiendo cortometrajes. Su cortometraje en árabe Café Regular, El Cairo, se proyectó en más de 40 festivales de cine internacionales y ganó más de 12 premios, incluido el premio de la Federación Internacional de la Prensa Cinematográfica (FIPRESCI) a la Mejor Película en el Festival Internacional de Cortometrajes de Oberhausen y a la Mejor Película en el German Star of India.  Batra formó parte del laboratorio de guionistas y directores de Sundance con su proyecto "Story of Ram" en 2009.  Posteriormente fue nombrado miembro de Time Warner Story Telling Fellow en el Festival de Cine de Sundance y miembro Annenberg de la Academia de Cine de Sundance. En 2011, Batra regresó a la India para realizar un documental sobre el sistema de entrega de loncheras en Bombay. Fue esta aventura de Batra la que conceptualizó su primer largometraje The Lunchbox (2013). Desarrolló este proyecto a través del programa TorinoFilmLab Framework en 2012. 
The Lunchbox se estrenó en la Semana de la Crítica de Cannes de 2013 y ganó el Rail d'Or.  En Cannes, la película provocó una guerra de ofertas. Sony Pictures Classic adquirió los derechos norteamericanos del largometraje. The Lunchbox ha sido nominado a 33 premios y ha ganado 25 hasta el momento. En 2014, Batra fundó su propia productora PoeticLicense Motion Pictures y actualmente está desarrollando una serie de películas. 

## Filmografía como director
| Año  | Película               | Categoría    |
| ---- | ---------------------- | ------------ |
| 2008 | El ritual de la mañana | Cortometraje |
| 2010 | Taxi de Gareeb Nawaz   | Cortometraje |
| 2011 | Café Regular El Cairo  | Cortometraje |
| 2013 | The Lunchbox           | Largometraje |
| 2013 | Maestro de cocina      | Cortometraje |
| 2017 | El sentido de un final | Largometraje |
| 2017 | Nosotros en la noche   | Largometraje |
| 2019 | Tu fotografía          | Largometraje |

## Premios
- Time Warner Storytelling Fellow – Sundance Film Festival
- Annenberg Fellow – Sundance Film Institute

###### The Lunchbox, 2013
- (Nominada) BAFTA a la mejor película de habla no inglesa – BAFTA 2015
- Rail d'Or (Grand Golden Rail) - Festival de Cine de Cannes
- Mejor ópera prima - Premio de la Asociación de Críticos de Cine de Toronto
- Premio al Mejor Director - Festival Internacional de Cine de Odesa
- Premio Iglesia de Islandia – Festival Internacional de Cine de Reykjavik
- Mejor guion - Séptimo premio Asia Pacific Screen Awards
- Mejor guion - Academia de Cine Asiático
- Mejor guion - Festival de Cine de Asia Pacífico
- Gran Premio del Jurado – Séptimo Premios de Cine de Asia Pacífico
- Mejor guion - Séptimo premio Asia Pacific Screen Awards
- Mención especial Muhr AsiaAfrica – Festival Internacional de Cine de Dubái
- Mejor Película – Festival de Cine de Amazonas, Brasil
- Premio del Público Canvas – Festival Internacional de Cine de Gante, Bélgica
- Premio del Público – World Cinema Amsterdam
- Mejor Director – Festival Internacional Jóvenes Realizadores de San Juan de Luz
- Premio del Público – Festival de Cine de Belfast, Reino Unido
- Mejor largometraje – Premio Golden Pram de Zagreb

###### Café Regular El Cairo, 2011
- Premio de la Crítica (FIPRESCI) Mejor Película – Festival Internacional de Cortometrajes de Oberhausen
- Mención especial del jurado – Festival de Cine de Tribeca
- Mención especial del jurado – Festival Internacional de Cine de Chicago
- Mejor Cortometraje – The Warp
- Mejor cortometraje: Estrella alemana de la India
- Trofeo Clipagem – Kinoforum – Brasil

###### Honores
- Invitado principal en 8th Filmsaaz, donde recibió membresía vitalicia del University Film Club, Aligarh Muslim University. [9] [10] [11]